# دیپ‌واتر ناتیلوس
دیپ‌واتر ناتیلوس (به انگلیسی: Deepwater Nautilus) یک کشتی است که طول آن ۱۱۴ متر (۳۷۴ فوت) می‌باشد. این کشتی در سال ۲۰۰۰ ساخته شد.